# Marco Ureña
Marco Danilo Ureña Porras, conegut com a Marco Ureña (San José, 5 de març de 1990) és un futbolista de Costa Rica que jugava a Rússia amb el FC Kuban Krasnodar i la selecció de futbol de Costa Rica.